# Bjelušina
Bjelušina (bilušina oman; lat. Pentanema verbascifolium), biljna vrsta iz porodice glavočika nekad smještana u rod Inula, pa joj otuda naziv bilušina oman, danas se vodi kao član roda Pentanema. Raširena je po srednjem i istočnom Sredozemlju, pa i u Hrvatskoj, gdje je poznata pod narodnim nazivom bjelušina.
Opisana je u Taxon 67(1): 159. 2018., a prvi puta kao Conyza verbascifolia Willd.

## Sinonimi
- Conyza verbascifolia Willd. in Sp. Pl., ed. 4. 3: 1924 (1803)
- Inula bocconei Soldano in Atti Soc. Ital. Sci. Nat. Mus. Civico Storia Nat. Milano 127: 217 (1986)
- Inula candida subsp. verbascifolia (Willd.) Hayek in Repert. Spec. Nov. Regni Veg. Beih. 30(2): 606 (1931)
- Inula verbascifolia (Willd.) Hausskn. in Mitth. Thüring. Bot. Vereins, n.f., 7: 32 (1895)